# 网络数据管理协议
NDMP，或者网络数据管理协议，是NetApp和Legato公司共同研发的一种协议，用来在網路附加儲存设备和备份设备之间传输数据。该协议省去了在备份服务器内传输数据，所以加快了备份服务器的速度并且消除了备份服务器的负担。
大多数现代跨平台商业备份软件，如Amanda，CA ARCserve,EMC Networker,EMC Avamar，Symantec NetBackup和Backup Exec（v11d之后），CommVault Simpana，IBM Tivoli，Hitachi Data Systems（HDS），Quest Software NetVault和其他一些软件都支持该协议。